# Igor Anatoljevics Legyahov
Igor Anatoljevics Legyahov (Szocsi, 1968. május 22. –) orosz válogatott labdarúgó.
Az orosz válogatott tagjaként részt vett az 1994-es világbajnokságon.

## Statisztika
| Szovjet válogatott | Szovjet válogatott | Szovjet válogatott |
| Időszak            | Mérk.              | gól                |
| ------------------ | ------------------ | ------------------ |
| 1990               | 7                  | 1                  |
| Összesen           | 7                  | 1                  |
| Orosz válogatott   |                    |                    |
| Időszak            | Mérk.              | gól                |
| 1992               | 2                  | 0                  |
| 1993               | 5                  | 0                  |
| 1994               | 1                  | 0                  |
| Összesen           | 8                  | 0                  |